# Freira-do-bugio
Pterodroma feae, conhecida pelos nomes comuns de freira-do-bugio, grazina, faia(Cabo Verde) ou gon-gon, é uma ave da família Procellariidae, endémica da Macaronésia.

## Descrição
A freira do Bugio apresenta plumagem cinzento-escura na parte superior do corpo e interior das asas, sendo o resto do corpo branco. Na cabeça esta ave tem uma superfície branca entre o bico, que é preto e robusto, e os olhos. O resto da cabeça é escuro, com o topo cinzento-escuro. Normalmente voa a alta velocidade em formações em "V" a grande altitude (10/40 m) sobre o mar, raramente batendo as asas. Não há diferença entre machos e fêmeas. É facilmente confundida com a freira-da-madeira devido às características semelhantes, embora a freira-do bugio seja ligeiramente maior e com um bico muito mais possante. Socialmente é uma ave solitária, ou integrada em pequenos bandos. Mede entre 35 a 37 cm, e tem uma envergadura de asas de 92 a 95 cm.

## Distribuição e habitat
É uma espécie endémica da Macaronésia, nidificando exclusivamente nos arquipélagos da Madeira e de Cabo Verde (Santiago, Fogo, Santo Antão, São Nicolau). No arquipélago da Madeira ocorre unicamente no Bugio, uma das três ilhas que compõem as Desertas. A sua distribuição parece ter sido mais ampla no passado, existindo registos fósseis que indicam a sua presença na Deserta Grande, Madeira e no Ilhéu da Cal (Porto Santo).
A espécie nidifica em dois planaltos do Bugio, que se caracterizam pela existência de solo profundo (superior a 1 m) e suave, permitindo a escavação de ninhos. Além dos ninhos que a própria ave escava, utiliza também tocas de coelhos abandonadas, buracos na rocha e zonas de pedras soltas, sendo este último habitat mais comum em Cabo Verde. A distância entre a entrada do ninho e a câmara onde é depositado o ovo varia de ninho para ninho, podendo ser muito longa (superior a 2 m).

## População e reprodução

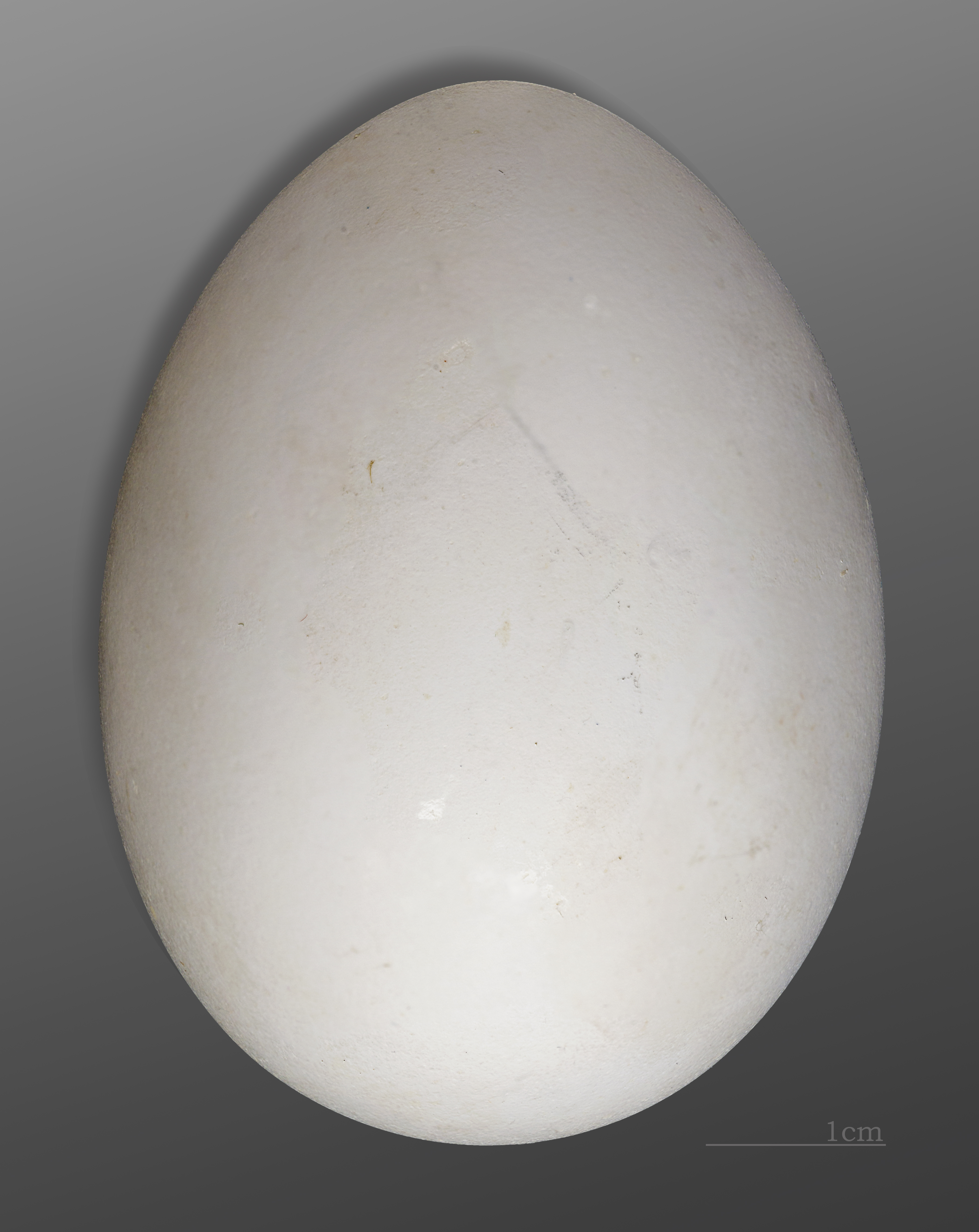
O ovo

A freira do Bugio chega às águas da Madeira por volta de Junho, depositando um único ovo no Verão (Julho/Agosto). As jovens crias deixam o ninho em Dezembro. Em Cabo Verde esta espécie parece deixar os ovos de Dezembro a Janeiro.
Em 2002, com base num trabalho efectuado no planalto Sul e suas áreas adjacentes, a população total do Bugio foi estimada entre 173 e 258 casais reprodutores. Não existem dados recentes sobre o estado da população existente no planalto Norte.

## Conservação
Esta espécie encontra-se listada no Livro Vermelho dos Vertebrados de Portugal com o estatuto de Vulnerável, por possuir uma população pequena (inferior a 1000 indivíduos maturos) e apresentar uma área de ocupação reduzida (inferior a 20 km²), encontrando-se numa única localização.
É uma espécie globalmente classificada como Quase Ameaçada (NT) (IUCN 2004a), que em termos de estatuto de ameaça a nível da Europa é considerada Vulnerável (BirdLife International 2004).
Está, no entanto, naturalmente protegida pela acessibilidade muito difícil que o Bugio apresenta.

## Ameaças
Os coelhos, abundantes no Bugio , têm causado distúrbios às posturas destas aves. Uma vez que o Bugio é o único local no arquipélago onde estas aves nidificam, projectos de erradicação ou controlo dos coelhos têm sido analisados.